# Busunglück bei Pernik
Das Busunglück in Pernik in Westbulgarien ereignete sich am 23. November 2021, als ein nordmazedonischer Bus auf der Awtomagistrala Struma in der Nähe des Dorfes Bosnek, knapp 30 Kilometer südwestlich von Sofia in Brand geriet. In dem Bus befanden sich 50 Fahrgäste und zwei Fahrer. 46 Menschen starben bei dem Unfall, darunter zwölf Kinder. Sieben weitere Fahrgäste erlitten Verbrennungen, überlebten aber. Es ist derzeit der Verkehrsunfall mit den meisten Toten in der bulgarischen Geschichte und wurde als das schwerste Busunglück in Europa seit einem Jahrzehnt bezeichnet.
Der Abschnitt von Dolna Dikanya nach Dragichevo der Autobahn wurde nach dem Unfall vorübergehend gesperrt.

## Hintergrund

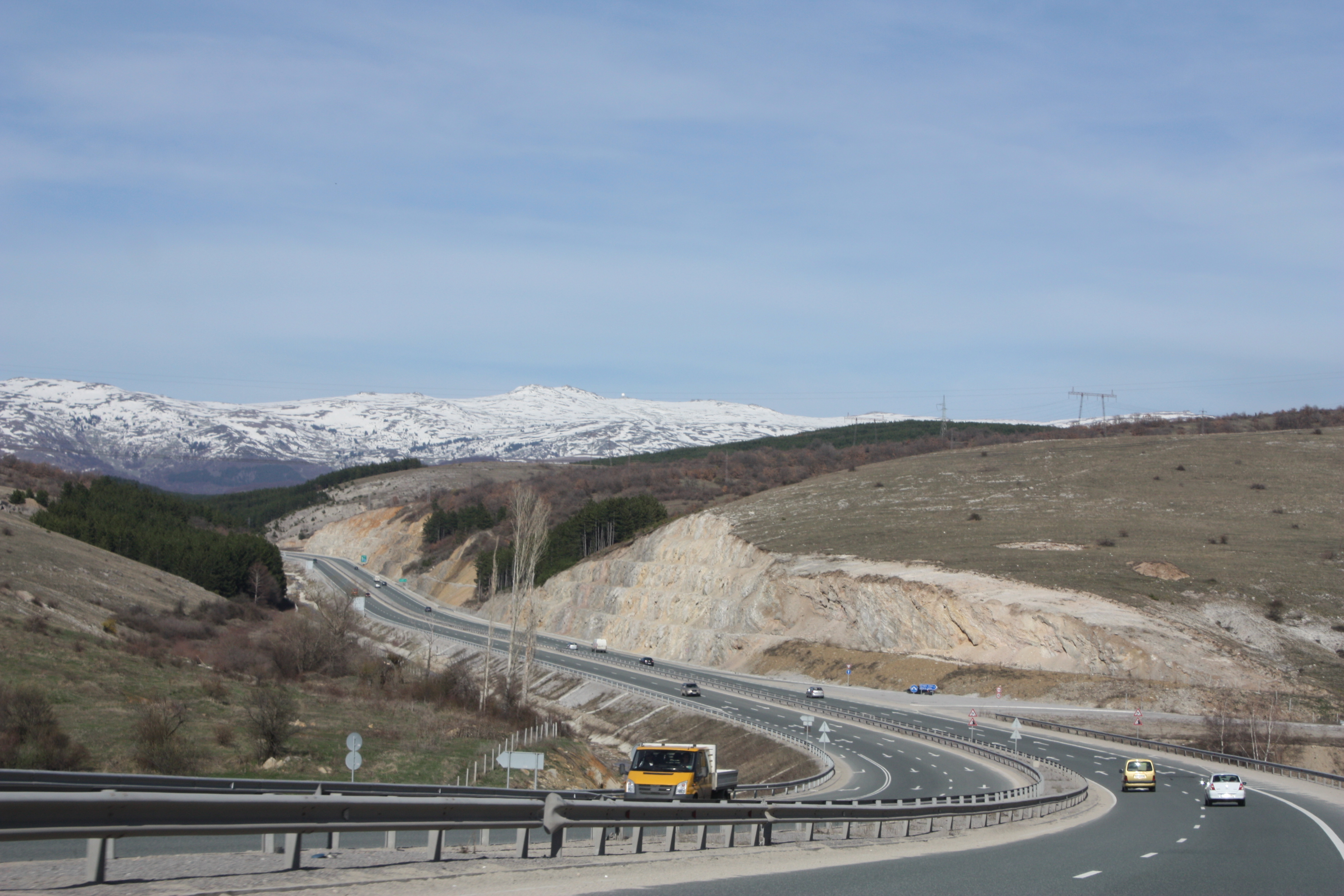
Ein Abschnitt der Autobahn. Die Unfallstelle befindet sich am Fuße des am weitesten entfernten terrassenförmigen Hügels.

Nach Angaben der Europäischen Kommission hatte Bulgarien im Jahr 2019 die zweithöchste Zahl an Verkehrstoten in der Europäischen Union. Nach dem Unfall erklärte der Bürgermeister der nahe gelegenen Stadt Pernik gegenüber lokalen Medien, dass die Autobahn in schlechtem Zustand sei und es in der Gegend häufig zu Unfällen komme.

## Unglück
Ein Bus mit nordmazedonischen Touristen, die von einem Wochenendausflug nach Istanbul in die Hauptstadt Skopje zurückkehrten, verunglückte gegen 02:00 Uhr Ortszeit auf einer Autobahn in der Nähe des bulgarischen Dorfes Bosnek. Das Fahrzeug prallte gegen eine Leitplanke, bevor oder nachdem es Feuer fing. Ein Fahrgast sagte später gegenüber Reportern, er habe geschlafen und sei durch eine Explosion geweckt worden. Sechsundvierzig Menschen starben bei dem Unfall, darunter zwölf Kinder. Die meisten der anderen Opfer waren zwischen 20 und 30 Jahre alt. Die meisten Opfer waren mazedonische Albaner.
Der bulgarische Innenminister Bojko Raschkow erklärte, dass die Körper der Opfer „vollständig verbrannt“ seien. Sieben Passagiere, fünf Männer und zwei Frauen, konnten sich mit schweren Verbrennungen durch die Fenster retten und wurden in kritischem Zustand in ein Krankenhaus eingeliefert. Zu den ersten Theorien über die Ursache des Unglücks gehören Fahrfehler und technisches Versagen.

## Reaktionen
Der bulgarische Ministerpräsident Stefan Janew bezeichnete den Absturz als Tragödie und sagte: „Wir hoffen, dass wir aus diesem tragischen Vorfall Lehren ziehen und solche Vorfälle in Zukunft verhindern können.“ Die Regierung erklärte den Mittwoch zum nationalen Trauertag für die beiden Opfer des Unglücks und für die früheren Todesopfer eines Brandes in einem Pflegeheim in Royak. Zahlreiche Politiker aus verschiedenen Ländern brachten ihre Bestürzung über den Verlust von Menschenleben zum Ausdruck.